# Mummucia coaraciandu
Mummucia coaraciandu är en spindeldjursart som beskrevs av Martins, Bonato, Machado, Pinto-Da-Rocha och Emerson Antônio Rocha 2004. Mummucia coaraciandu ingår i släktet Mummucia och familjen Mummuciidae. Inga underarter finns listade i Catalogue of Life.